# Tuono

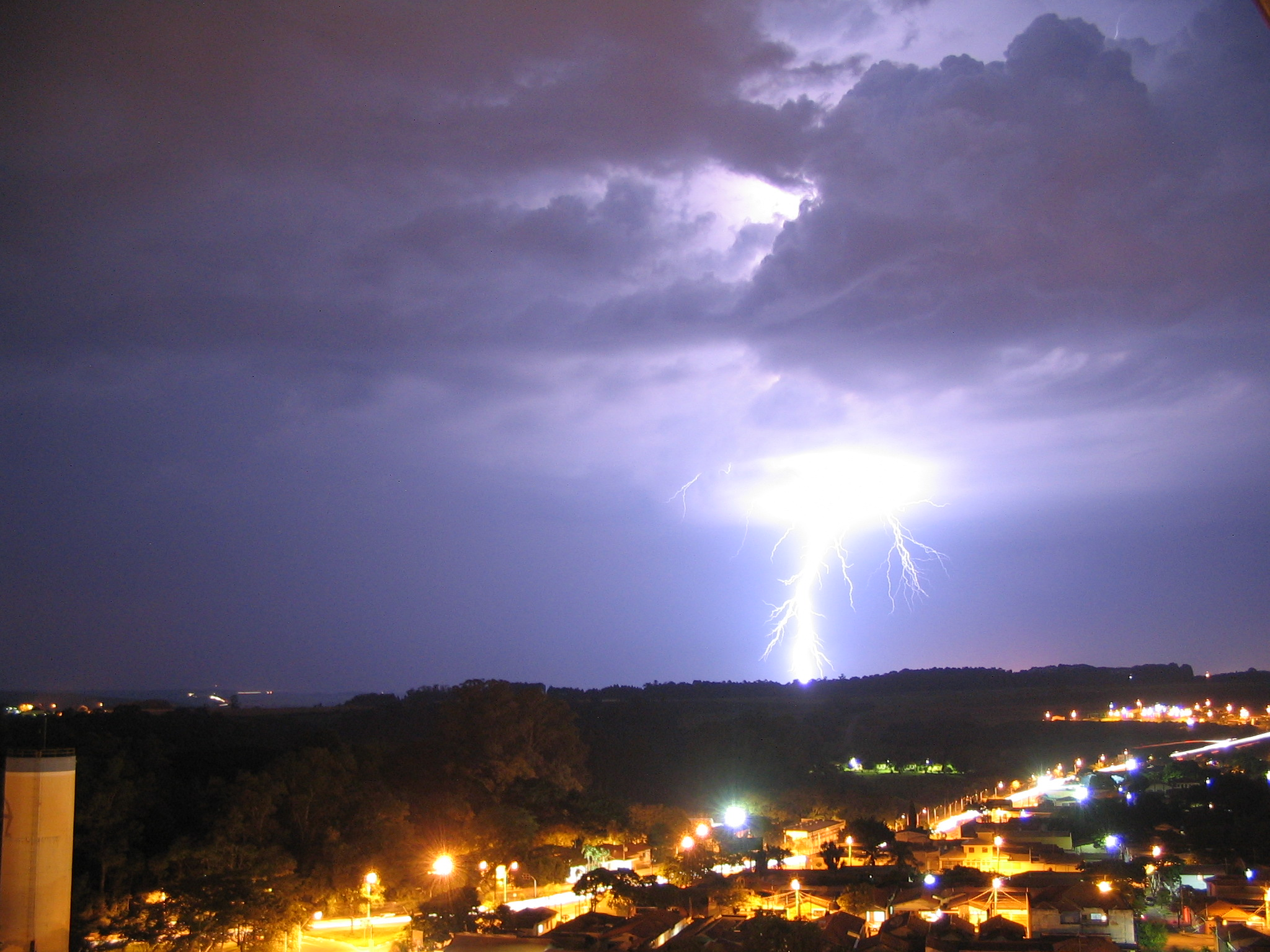
Fulmine nube-suolo a Piracicaba (Brasile)

Il tuono è un'onda di pressione provocata dal fulmine che, a seconda della natura di quest'ultimo e della distanza dall'osservatore, può manifestarsi come un colpo secco e forte oppure come un rombo basso e prolungato.
Il fulmine causa un forte aumento di pressione e temperatura che a sua volta provoca la rapida espansione del canale ionizzato prodotto dal fulmine stesso: l'espansione dell'aria produce infine un'onda d'urto che si manifesta con il rumore del tuono.
In prossimità del canale ionizzato, i tuoni producono sempre rumori molto forti.

## Cause del tuono
La prima teoria sulle cause del tuono di cui si abbia traccia è attribuita al filosofo greco Aristotele nel III secolo a.C.: una primitiva speculazione lo faceva derivare dalla collisione delle nuvole.

Si susseguirono molte altre teorie tra cui quella di metà del XIX secolo con la quale si riteneva che il fulmine producesse il vuoto.
Nel XX secolo si affermò l'ipotesi che il tuono fosse causato dall'enorme spostamento d'aria provocato dal fulmine nell'atmosfera a seguito della improvvisa espansione termica del plasma nel canale ionizzato. In una frazione di secondo, l'aria viene riscaldata a circa 28000 °C: ciò provoca la sua espansione verso l'aria circostante più fresca a una velocità superiore a quella che avrebbe il suono che viaggia appunto nell'aria fresca. Ne consegue un'onda d'urto, simile a quella provocata da un'esplosione o dal fronte di un aereo supersonico: è proprio l'onda d'urto che genera il tuono, il quale può manifestarsi come un colpo secco e improvviso se il fulmine scocca vicino all'osservatore o come un rumore diffuso e prolungato per effetto dell'eco e del riverbero se scocca in lontananza.
Più recentemente, questa ipotesi è stata messa in discussione per via del fatto che la pressione che si crea nei fulmini simulati risulta maggiore di quella raggiungibile con il solo surriscaldamento. Ciò ha portato a delle proposte alternative che si basano sugli effetti elettrodinamici dell'intensa corrente che agisce sul plasma nel canale ionizzato.

## Calcolo della distanza
Il rombo del tuono segue il bagliore del lampo, poiché la luce viaggia a velocità maggiore rispetto al suono: misurando il tempo che passa tra la visione del lampo e la percezione del suono è possibile capire a quale distanza si è verificato il fenomeno.
Per poterla determinare, bisogna innanzitutto tenere presente che il suono a 20 °C viaggia a circa 343 m/s mentre la luce viaggia a circa 300 000 km/s (più di 870 000 volte più veloce del suono).
Supponiamo ora che il fulmine cada a 1 km di distanza dall'osservatore: quest'ultimo vedrà il suo bagliore pressoché istantaneamente (a essere precisi dopo 0,0000033 s, ovvero 3,3 µs) mentre il suono sarà percepito dopo 2,9 s. Analogamente, se il fulmine cade a 2 km di distanza, la luce impiega 6,6 µs (praticamente trascurabili) per rendersi visibile e il suono 5,8 s per essere percepito.
In pratica, basta dividere per 2,9 l'intervallo di tempo in secondi che intercorre tra la visione del fulmine e la percezione del suono, per avere la distanza in chilometri alla quale si è verificato il fenomeno.
Equivalentemente (vedi par. successivo), considerando, come visto, trascurabile il tempo impiegato dalla luce a raggiungere l'osservatore rispetto a quello impiegato dal suono, si può moltiplicare l'intervallo di tempo intercorso tra la visione del lampo e la percezione del suono per 343 m/s (la velocità del suono) per avere la distanza in metri alla quale si è verificato il fenomeno.
Il tuono è raramente udito a distanze superiori ai 100 km.

### Formule
Se con {\displaystyle T_{l}} indichiamo il tempo impiegato dalla luce che viaggia a velocità {\displaystyle V_{l}} a percorrere la distanza {\displaystyle d} esistente tra il punto in cui si è verificato il fulmine e l'osservatore e se con {\displaystyle T_{s}} indichiamo il tempo impiegato dal suono che viaggia a velocità {\displaystyle V_{s}} per coprire la stessa distanza {\displaystyle d}, abbiamo:
{\displaystyle T_{s}={\frac {d}{V_{s}}}}
Poiché ciò che misuriamo è la differenza tra {\displaystyle T_{s}} e {\displaystyle T_{l}}, abbiamo:
{\displaystyle T_{s}-T_{l}={\frac {d}{V_{s}}}-{\frac {d}{V_{l}}}=d\cdot ({\frac {1}{V_{s}}}-{\frac {1}{V_{l}}})}
Poiché {\displaystyle V_{l}>>V_{s}}, ossia {\displaystyle 1/V_{l}<<1/V_{s}}, possiamo trascurare {\displaystyle 1/V_{l}} dalla formula, ottenendo:
{\displaystyle T_{s}-T_{l}={\frac {d}{V_{s}}}}
Infine, poiché {\displaystyle T_{s}>>T_{l}}, possiamo trascurare {\displaystyle T_{l}}, ottenendo:
{\displaystyle d=V_{s}\cdot T_{s}=0,343\cdot T_{s}}
dove {\displaystyle d} è in km e {\displaystyle T_{s}} in secondi.

## Storia
Nella religione e nella mitologia di numerosissimi popoli l'entità suprema o divinità di un pantheon politeistico veniva concepita in forte connessione con il cielo e con le manifestazioni meteorologiche: tra cui quella del tuono, il cui nome a volte coincide con quello della divinità. Nelle religioni politeistiche è spesso il principale attributo delle divinità sovrane come: Zeus, Giove, Teshup degli Ittiti, il germanico Thor, Perun degli antichi Slavi, Baal per i cananei, ecc. Anche nell'ebraismo si crede sia Yahweh a scaraventare le sue saette e a far rombare il tuono "dal suo padiglione", come affermano Giobbe e i versi del libro dei Salmi, scritti dal re Davide.